# Professionelle a cappellagrupper
Dette er en liste af notable professionelle a cappellagrupper, der har en artikel på Wikipedia (enten dansk eller engelsk).

## A
- Acappella
- Anonymous 4
- Acappella Vocal Band
- Amarcord
- Ambassadors of Harmony
- Anthem of Men
- ARORA (formerly SONOS)
- Acoustix
- Anthem Lights
- Acapop! KIDS

## B
- Backtrack Vocals
- Basix
- Bella Voce
- The Blanks
- The Blenders
- Blue Jupiter
- The Bobs
- Bounding Main
- Brothers in Harmony
- The Buzztones

## C
- Cadence
- Cantabile - The London Quartet
- Cantus
- Cappella Romana
- Chanticleer
- Chapter 6 (band)
- Chicago a cappella
- Club for Five
- The Coats
- Coco's Lunch
- Committed (vocal group)
- Cosmos (band)

## D
- Danny & The Memories (1963-1967)
- Da Vinci's Notebook (opløst i 2004)
- DCappella
- Duwende
- Damour Vocal Band (persisk acapellagruppe)

## E
- The Essentials - opløst i 2011

## F
- FACE
- Five O'Clock Shadow
- The Flying Pickets
- Fool Moon

## G
- Gas House Gang - opløst i 2005
- The Gesualdo Six
- GLAD

## H
- The Hilliard Ensemble
- Home Free
- The House Jacks
- The Hyannis Sound

## I
- The Idea of North

## K
- The King's Singers
- The Kwartet

## L
- Ladysmith Black Mambazo
- The Longest Johns

## M
- The Maccabeats
- Maybebop
- Maytree
- The Magnets
- The Manhattan Transfer
- Metro Vocal Group
- Metropolitan Male Quartet
- Monkey Puzzle
- Mosaic

## N
- Naturally 7
- Neri per Caso
- Nota
- The Nylons

## O
- Octappella
- Out of the Blue
- Overboard

## P
- Pentatonix
- Perpetuum Jazzile
- The Persuasions
- Pieces of 8
- Pikkardiys'ka Tertsia
- Die Prinzen
- The Puppini Sisters

## R
- Rajaton
- The Real Group
- Rescue
- Riltons Vänner
- Rockapella

## S
- Seminaarinmäen mieslaulajat (Semmarit)
- Singer Pur
- Die Singphoniker
- Six Appeal
- Six13
- The Soil
- SONO
- Straight No Chaser
- Street Corner Symphony
- Streetnix
- Svetoglas
- Sweet Honey in the Rock
- Sweet Sorrow
- Swingle Singers

## T
- Take 6
- Three Men and a Tenor
- Tonic Sol-fa
- Toxic Audio

## U
- Urban Zakapa

## V
- Van Canto
- Vive
- Vocaloca
- Voca People
- Vocal Point
- Vocal Sampling
- vocaldente
- Voces8
- Voctave
- Voice Male
- VoicePlay

## W
- Wise Guys
- Witloof Bay